# Вінфілд (Вісконсин)
Вінфілд (англ. Winfield) — місто (англ. town) в США, в окрузі Сок штату Вісконсин. Населення — 890 осіб (2020).

## Демографія
Згідно з переписом 2010 року, у місті мешкало 856 осіб у 315 домогосподарствах у складі 254 родин. Було 359 помешкань
Расовий склад населення:
| - 99,3 % — білих - 0,2 % — чорних або афроамериканців - 0,2 % — азіатів - 0,1 % — корінних американців |

До двох чи більше рас належало 0,1 %. Частка іспаномовних становила 0,0 % від усіх жителів.
За віковим діапазоном населення розподілялося таким чином: 24,4 % — особи молодші 18 років, 62,6 % — особи у віці 18—64 років, 13,0 % — особи у віці 65 років та старші. Медіана віку мешканця становила 43,4 року. На 100 осіб жіночої статі у місті припадало 100,9 чоловіків;  на 100 жінок у віці від 18 років та старших — 104,1 чоловіків також старших 18 років.
Середній дохід на одне домашнє господарство  становив 70 455 доларів США (медіана — 65 227), а середній дохід на одну сім'ю — 78 128 доларів (медіана — 71 875). Медіана доходів становила 47 857 доларів для чоловіків та 35 139 доларів для жінок. За межею бідності перебувало 5,8 % осіб, у тому числі 9,5 % дітей у віці до 18 років та 4,4 % осіб у віці 65 років та старших.
Цивільне працевлаштоване населення становило 597 осіб. Основні галузі зайнятості: освіта, охорона здоров'я та соціальна допомога — 26,3 %, виробництво — 21,1 %, роздрібна торгівля — 13,2 %, мистецтво, розваги та відпочинок — 8,7 %.